# مارتین برنان (بازیکن فوتبال)
مارتین برنان (انگلیسی: Martin Brennan؛ زادهٔ ۱۴ سپتامبر ۱۹۸۲) بازیکن فوتبال اهل بریتانیا است.
از باشگاه‌هایی که در آن بازی کرده‌است می‌توان به باشگاه فوتبال چارلتون اتلتیک، باشگاه فوتبال کمبریج یونایتد، باشگاه فوتبال ولینگ یونایتد، باشگاه فوتبال استیونج، و باشگاه فوتبال داگنم و ردبریج اشاره کرد.